# Mlače
Mlače este o localitate din comuna Slovenske Konjice, Slovenia, cu o populație de 234 de locuitori.